# Argyrophis bothriorhynchus
Argyrophis bothriorhynchus — вид змій родини сліпунів (Typhlopidae). Мешкає в Південно-Східній Азії.

## Поширення і екологія
Argyrophis bothriorhynchus мешкають в Північно-Східній Індії і М'янмі, за деякими свідченнями також на Малайському півострові та на Яві.